# Guillem de Masdovelles
Guillem de Masdovelles (fl. 1389-1438) è stato un soldato, cortigiano, politico e poeta catalano.
La sua famiglia era originaria del Penedès, ma egli fu attivo a Barcellona, dove diventa un leader civico. I suoi quindici componimenti poetici si sono conservati a fianco dell'opera di suo nipote, Joan Berenguer, in un canzoniere compilato da Joan intorno al 1470, il Cançoner dels Masdovelles. Guillem scambiò qualche poesia con suo nipote, il quale tradusse in lingua catalana alcuni suoi componimenti in occitano. Guillem ha partecipato inoltre ad almeno tre competizioni poetiche pubbliche. 

## Carriera militare esirventes
Guillem è per la prima volta attestato nel 1389, quando scrisse un sirventesch durante la guerra dels armanyaguesos (guerra contro gli Armagnac). Egli dedica il componimento poetico a Ramon d'Abella, comandante della compagnia di  cavalleria con cui allora aveva combattuto. Verso la fine del 1389, il conte di Armagnac, Giovanni III, invade la Catalogna settentrionale attraverso i Pirenei in un tentativo di impadronirsi del Regno di Maiorca, da lui rivendicato. Guillem scrive il suo sirventes prima che l'effettivo conflitto inizi. La sua compagnia era attiva nella zona intorno a Torroella de Montgrí e Palafrugell. Il secondo figlio di Giovanni III, Bernardo VII, già Conte di Charolais, de Xerolès lo comte con parole di Guillem, conduce un reggimento di cavalieri di Armagnac all'interno della Catalogna e, da queste voci di eventi, Guillem trae materia per scrivere la sua prima stanza, mettendo in bocca del bellicoso conte di Charolais parole che tentano di agitare il fervore marziale dei suoi catalani. 
Dopo la guerra contro Armagnac, Guillem entra al servizio di Martino I, duca di Montblanc, il quale aveva fatto una campagna militare contro Armagnac e stava ora combattendo in Sicilia a vantaggio di suo figlio, Martino I di Sicilia, contro il quale vi fu un'insurrezione. Guillem si trovava in Sicilia all'inizio del 1394, quando Martino, il più anziano, gli diede l'incarico di comporre un sirventes, mentre loro, i Martino, stavano assediando Catania. La data di questo componimento poetico si pensa sia il 1393, quando i due Martino erano assediati a Catania, ma il linguaggio della poesia rende chiaro che essi fossero in realtà gli assedianti. Il sirventes era pensato come propaganda atta a reclutare più truppe in Catalogna. Il risultato fu probabilmente la spedizione condotta da Roger de Montcada, e Pere Maça, alla fine del 1394 e non, come si supponeva, la spedizione di ottobre del 1393 di Bernat de Cabrera o quella di dicembre sotto Giovanni I di Aragona. Il sirventes, feroce e sanguinario, che sogna di sterminare i siciliani ribelli, viene scritto, secondo i suoi autori, en la guaya siença, nella "gaia scienza" sposata dal Consistori. 
Guillem de Masdovelles viene documentato come uno dei partecipanti nella guerra tra Ferdinando I e Giacomo II di Urgell nel 1413 schierato dalla parte del primo. Quindi si stabilisce a Barcellona, dove svolge diverse mansioni pubbliche. Spesso trascorre il tempo a Vilafranca del Penedès.

## Vita d'amore:malditsecomiat
Guillem adatta il genere del comiat, di solito una canzone che parla dell'"abbandono" di un'amante, prefiggendosi inoltre come obiettivo quello lasciare il servizio presso Guerau de Cervelló, descritto da lui come governador de moltes gens e pobles (vale a dire governatore della Catalogna). Sebbene avesse svolto molte mansioni per l'anziano governatore, Guillem elenca molti "torti" che Guerau ha fatto alla sua famiglia, molti dei quali sono impossibili da capire in modo preciso, anche se la loro possibile comprensione rappresenterebbe un interessante commentario storico. Sembra che Guillem si trovasse con Guerau in Sicilia, quando quest'ultimo viene a portare aiuto a Castrogiovanni durante l'assedio di Catania. Guerau muore nel 1405. 
Guillem è stato anche autore di tre maldits, canzoni "che parlano male di" donne che hanno dato prova di una vita meschina. Ognuno di essi era diretto contro una donna diversa nel caso di Guillem: un'anonima signora, conosciuta dal senhal (nome in codice) "Na Mondina" (Donna Mondana), e un'altra nota dal senhal "N'Anguaneyritz" (Signora Bugiarda). Nel primo caso, l'amore della signora vale cinque centesimi di fiorino e le sue lettere sono piene di menzogne. Nel secondo caso, la signora ha un altro amante, così Guillem pubblicamente rende noti tutti i suoi segreti che lei ha avuto con lui. Questo è molto scortese, ma giustificato, almeno secondo Guillem, perché lei, tanto per cominciare, è sprovvista di ogni cortesia. Il terzo componimento poetico è un maldit-comiat in cui Guillem rinuncia alla sua amante, che è, naturalmente, una brutta bugiarda. I maldits di Guillem influenzeranno i maldits di Jordi de Sant Jordi.

## Agoni poetici
Guillem de Masdovelles partecipa ai giochi floreali sia al Consistori de Tolosa (Tolosa) che al Consistori de Barcelona (Barcellona), vincendo un premio per una canso al primo e venendo coronada (incoronato) nel secondo. Entrambi sono difficili da datare, ma probabilmente sono eventi circoscritti al periodo della sua gioventù.
La canzone Eras mi ponch Amors tan finamen, scritta per Tolosa, tratta principalmente il tema dell'amore segreto, sempre nella prospettiva tradizionale dei trovatori, come imponevano le Leys d'amors del Consistori. La canzone Pus li prat son de verdura guarnit, portata a Barcelona, viene scritta in uno stile veloce dato che era Quaresima (jatz que siam en los jorns caresmals). Guillem scrive anche Le temps presens de guaya primavera per il Consistori di Barcellona, ma con cui non vinse nessun premio. 
All'età di settant'anni Guillem partecipa ad una terza competizione, l'ultimo evento documentato della sua vita, in un contesto privato, tenutasi nel giugno del 1438 nella parrocchia di Sant Just a Barcelona di Bartomeu Castelló, un notaio. In questo agone poetico si premiava il miglior planh (lutto) d'amore. Nel componimento poetico Del cruzel crim de lleza magestat ("Sul crudele crimine di lesa maestà"), Guillem fa riferimento al romanzo Le livre de Meliadus et de Guiron le Courtois et de Palamedes in antico francese attraverso micer Llach e Palamides (Re Lac, padre di Erec e Palamede). Fa inoltre riferimento a Llançalot e Tristano. Questa tattica di riferirsi ad amanti famosi attinti dalla letteratura per sostenere il suo punto di vista, viene anche utilizzata in uno scambio poetico con suo nipote.

## Tenso con il nipote
Ci sono pervenute sei tenzones (dibattiti poetici) tra Guillem e suo nipote, Joan Berenguer. In base all'evidenza interna, possono essere datate alla fase finale della carriera letteraria di Guillem, vale a dire verso la fine della sua vita. Il più interessante di tali componimenti è probabilmente il suo Pus qu'iey suy vielhs, en favor de les velles ovvero "Poiché io sono vecchio, in favore delle donne anziane", in cui Guillem e suo nipote discutono se siano da preferire le donne più anziane o quelle più giovani. Ironicamente, in un altro componimento poetico, Dues gentils donzellas say que•z an, Guillem difende il suo amore per una ragazza ventiduenne, mentre Joan Berenguer esprime una preferenza per le ventenni. In Mos cars nebotz: en vostres cançons vey Guillem argomenta che nel passato i poeti amassero più intensamente, citando come prova Tristano (Tristanyn) e Jaufré Rudel (Jaufrés de Blaya), entrambi morti per amore.